# 米拉贝洛蒙费拉托
米拉贝洛蒙费拉托（義大利語：Mirabello Monferrato），是意大利亚历山德里亚省的一个市镇。总面积13.27平方公里，人口1379人，人口密度103.9人/平方公里（2009年）。ISTAT代码为006094。